# Microsoft Dynamics ERP
Microsoft Dynamics ERP es un software de gestión de recursos empresariales que permite gestionar e integrar procesos de finanzas, cadena de suministros, operaciones y recursos humanos. Es una herramienta creada y desarrollada por Microsoft que permite a pequeñas y medianas empresas tener una visión global de las áreas estratégicas de su negocio.
La incorporación de inteligencia artificial a las últimas versiones de la herramienta permite tomar decisiones completamente basadas en datos y prever futuros flujos en base a datos del pasado.

## Componentes de Microsoft Dymanics 365
Microsoft Dynamics 365 está compuesto por 4 módulos, que pueden conectarse para una gestión integral:

### Dynamics 365 Finance
Módulo para gestión de área financiera de forma integral:
- Toma de decisiones financieras basadas en inteligencia artificial.
- Unificación y automatización de procesos financieros
- Reducción de gastos de operaciones
- Disminuir la complejidad financiera y riesgo

### Dynamics 365 Supply Chain Management
Módulo para la gestión global de cadena de suministros, que permite coordinar las necesidades de producción con los diversos componentes de la cadena de suministros.:
- Modelos predictivos de necesidades de suministros basados en inteligencia artificial y el Internet de las cosas (Internet of Things).
- Planificación de producción.
- Gestión de almacén e inventarios.
- Planificación de transporte de suministros.
- Automatización de cadena de suministros.

### Dynamics 365 Retail
Módulo para la gestión de tiendas físicas y ecommerce:
- Creación, gestión y optimización de customer journey.
- Construcción de experiencias omni-canal.
- Simplificación de operaciones de retail.
- Planificación estratégica de productos en lineal en base a inteligencia artificial.
- Optimización de cadena de suministros en base a modelos de demanda.

### Dynamics 365 Human Resources
Módulo para la gestión de recursos humanos en la empresa:
- Gestión de información laboral para los empleados.
- Creación, gestión y optimización de programas de incentivos y beneficios.
- Soluciones escalables adaptables al incremento de plantilla.
- Toma de decisiones de recursos humanos en base a modelos predictivos.
- Disminución de costes de gestión de recursos humanos.